# Лызовка
Лызовка — река в России, протекает по территории Чердынского района Пермского края.
Исток в урочище Лобовиково в 6 км западнее города Чердынь. В верхнем течении течёт на запад, затем на северо-запад и север, в среднем и нижнем течении — на восток. Устье реки находится в 25 км по правому берегу реки Колва у деревни Лобаниха. Длина реки составляет 52 км, площадь водосборного бассейна — 257 км². В 12 км от устья принимает слева реку Чёрная. Прочие притоки — Салтановка, Люльва (правые); Поломка, Талтырка, Друженка (левые).

## Данные водного реестра
По данным государственного водного реестра России относится к Камскому бассейновому округу, водохозяйственный участок реки — Кама от водомерного поста у села Бондюг до города Березники, речной подбассейн реки — бассейны притоков Камы до впадения Белой. Речной бассейн реки — Кама.
Код объекта в государственном водном реестре — 10010100212111100006697.